# Adam von St. Viktor
Adam von St. Viktor († 1146) war ein Dichter und Komponist lateinischer Hymnen und Sequenzen. Es wird vermutet, dass die Erweiterung des dichterischen und musikalischen Repertoires der Notre-Dame-Schule stark von seiner streng rhythmischen und sehr bildhaften Lyrik befruchtet wurde.

## Leben
Er ist erstmals im Jahr 1098 nachweisbar, in den Archiven der Kathedrale von Notre Dame, wo er zunächst Subdiakon, später Präzentor war. Er verließ die Kathedrale um 1133, um in die Abtei von St. Viktor zu gehen, wahrscheinlich wegen seiner Versuche, die Augustinerregel an der Kathedrale einzuführen.
Adam stand vermutlich in Kontakt mit einer Reihe bedeutender Theologen, Dichter und Musiker seiner Zeit, unter ihnen Petrus Abaelardus und Hugo von St. Viktor. Möglicherweise gehörte Albertus Parisiensis zu seinen Schülern.
37 seiner Hymnen wurden im Elucidatorium Ecclesiasticum des Jodocus Clichtovaeus, eines katholischen Theologen des 16. Jahrhunderts, veröffentlicht. Die übrigen 70 Hymnen wurden bis zu deren Auflösung während der Französischen Revolution in der Abtei von St. Viktor bewahrt. Danach kamen sie in die Bibliothèque nationale, wo sie von Léon Gautier entdeckt wurden, der eine erste vollständige Edition erstellte (Paris, 1858). Allerdings sind die meisten Zuschreibungen an Adam unsicher.